# Bosnia și Herțegovina
Bosnia și Herțegovina (Bosnia-Herțegovina, în bosniacă Bosna i Hercegovina pronunțat [bôsna i xěrtseɡoʋina]; în sârbocroată Bosna i Hercegovina; abreviată ca BiH/БиХ) este o țară în Europa de sud-est cu o populație de circa trei milioane de locuitori. Țara este patria a trei etnii constituente: bosniacii, sârbii și croații. Alți locuitori aparținând altor grupuri etnice nu au statutul de „constituenți”. Un cetățean al Bosniei și Herțegovinei, indiferent de etnie, este de obicei numit bosniac, deși acest termen se aplică și etnicilor bosniaci.
Țara se învecinează cu Croația la vest, cu Serbia la est și cu Muntenegru la sud-sud-est. Are ieșire la mare sub forma unei mici fâșii de pământ de circa 20 km la Marea Adriatică, în jurul orașului Neum. Interiorul țării este predominant muntos cu diferite râuri, cele mai multe nenavigabile. Capitala este la Sarajevo, care este de asemenea și cel mai mare oraș.
Bosnia și Herțegovina a fost una din cele 6 republici ale Iugoslaviei. Și-a câștigat independența în cursul războaielor din anii 1990 și, în conformitate cu Acordul Dayton, este administrată de un reprezentant numit de Consiliul de Securitate al ONU. Este descentralizată și împărțită din punct de vedere administrativ în două entități, Federația Bosniei și Herțegovinei și Republika Srpska.
Bosnia este principala regiune geografică a statului modern, și formează coloana sa vertebrală istorică. Herțegovina este cel mai important dintre celelalte teritorii unite politic cu Bosnia, și a fost inclusă în numele oficial al țării începând cu mijlocul secolului al XIX-lea.
Denumirea „Bosnia” vine de la așezarea geografică a regiunii prin care trece râul Bosna. „Herțegovina” a fost în trecut un ducat austriac („Herzog” însemnând „duce” în limba germană). Teritoriile au fost unite administrativ după ce Bosnia a fost ocupată de Imperiul Otoman în 1463, iar Herțegovina 20 de ani mai târziu.

## Etimologie
Prima atestare a numelui de „Bosnia” apare în De Administrando Imperio, un manual geopolitic scris de împăratul bizantin Constantin al VII-lea la jumătatea secolului al X-lea (între anii 948 și 952), în care descria „mica țară” (χωρίον în greacă) „Bosona” (Βοσώνα). Cronica preotului din Duklja din 1172-1196 a arhiepiscopului romano-catolic de Bar, Grgur, amintește și ea Bosnia, și face referire la o sursă anterioară din anul 753 - De Regno Sclavorum („Despre Țara Slavilor”). Numele de „Bosnia” provine probabil de la râul Bosna în jurul căruia se află ea, râu denumit în perioada romană drept Bossina. Rădăcini mai directe ale numelui râului nu sunt cunoscute. Filologul Anton Mayer a propus o legătură cu radicalul indo-european *bos sau *bogh, care înseamnă „apă curgătoare”. Anumite surse romane menționează și ele Bathinus flumen ca nume pentru Bosona iliră, ambele cu același sens, de „apă curgătoare”. Alte teorii implică rarul termen latinesc Bosina, cu sensul de „margine”, și alte origini posibil slave.
Originile termenului de „Herțegovina” se pot identifica cu mai multă precizie. În Evul Mediu Timpuriu, regiunea era cunoscută cu numele de Hum, de la tribul sud-slav Zachlumoi care o locuia. În anii 1440, regiunea era condusă de puternicul nobil Stefan Vukčić Kosača. Într-un document trimis lui Frederic al III-lea la 20 ianuarie 1448, Stefan Vukčić Kosača s-a autodenumit „Herzog al Sfântului Sava, domn al Humului și Primorjei, Mare Duce al Bosniei”. Herzog este termenul german pentru „duce”, și astfel, teritoriul controlat de el a devenit cunoscut sub numele de Herzegovina („Țara Ducelui”, cu sensul de „ducat”, prin adăugarea sufixului slav -ovina, „țara-”). Regiunea a fost administrată de otomani ca sangeacul, și apoi ca pașalâcul, Hersek. Numele de Herțegovina a fost inclus pentru prima oară în numele oficial al provinciei otomane pe la jumătatea secolului al XIX-lea.
La prima proclamare a independenței în 1992, numele oficial al țării a fost Republica Bosniei și Herțegovinei, dar după Acordurile de la Dayton din 1995 și noua constituție care le-a însoțit, numele oficial este Bosnia și Herțegovina.

## Istorie
Teritoriul actual al Bosniei-Herțegovina a fost locuit în antichitate de triburi ilire. În perioada Imperiului Roman, procesul de cucerire a acestor teritorii, început în perioada Republicii este finalizat și teritoriul este inclus în provinciile romane Iliricum și Dalmația.
După divizarea Imperiului roman între Est și Vest, linia de demarcație între cele două componente trecea pe teritoriul actual al Bosniei-Herțegovina.
Stabilirea slavilor pe teritoriul de azi al Bosniei-Herțegovina are loc în secolele V-VII, iar cu timpul se vor amesteca cu populația autohtonă (iliri, celți, traco-daci, vlahi) și cu coloniștii romani rămași aici. Începând din secolul X pe teritoriul de azi al Bosniei Herțegovina devine obiect de dispută între statele feudale ale sârbilor, croaților și, după 1102 și Regatul Ungariei. Populația locală era în evul mediu majoritar vlahă Vlahii erau organizați în comunități legate de cătunele locuite de aceștia. Karl Kasser a publicat o hartă a familiilor extinse de vlahi din Herțegovina. Prezența vlahilor sârbizați în Bosnia și Herțegovina a fost atestată de John Fine, Ilona Czamanska, Vuk KaradzicNenad Moacanin ș.a. Necropolele rămase de la vlahii medievali au fost studiate de Marian Wenzel
Statul feudal bosniac se formează în secolul XII și atinge apogeul în a doua jumătate a secolului XIV, sub regele Tvrtko. După moartea acestuia, în 1391, statul bosniac intră în criză, fiind cucerit în secolul XV de către imperiul otoman. Procesul de cucerire este finalizat în anul 1481.
Stăpânirea otomană a durat până în anul 1878. Semnificativ este faptul că, în această perioadă, mare parte din populația slavă din Bosnia-Herțegovina se convertește la religia islamică. Cu toate acestea pe teritoriul provinciei Bosnia, au rămas populații semnificative creștine, ortodoxe și catolice.
Între 1878-1918, Bosnia-Herțegovina intră în componența Imperiului austro-ungar, ca o provincie administrată împreună de către cele două componente ale Monarhiei.
În anul 1918, Bosnia-Herțegovina intră în componența Regatului Sârbilor, Croaților și Slovenilor (devenit ulterior Regatul Iugoslaviei). În perioada interbelică Bosnia-Herțegovina este obiect al conflictului dintre sârbi și croați, fiind divizată în anul 1929 între banovina Croației și restul regatului.
În anul 1941 teritoriul Bosniei-Herțegovina este inclus în Statul Independent Croat, creat cu sprijinul Germaniei. Teritoriul Bosniei se transformă într-un spațiu de conflict între forțele germane, croate, monarhiștii sârbi (cetnicii) și partizanii comuniști ai lui Iosip Broz Tito.
La sfârșitul războiului, Bosnia-Herțegovina intră în componența Republicii Populare Federale Iugoslavia (devenită ulterior Republica Socialistă Federală Iugoslavia). Între 1945-1992, Bosnia a cunoscut o perioadă de dezvoltare și de relativă prosperitate.
Destrămarea Iugoslaviei a determinat izbucnirea unui război sângeros în Bosnia-Herțegovina, între 1992 - 1995. Conflictul a fost finalizat în anul 1995, ca urmare a intervenției comunității internaționale prin Acordul de la Dayton. În prezent, Bosnia-Herțegovina a angajat un proces de negocieri cu Uniunea Europeană vizând, pe termen lung integrarea sa în cadrul Uniunii.

## Împărțirea administrativă

Federația Bosnia și Herțegovina (FBiH), Republica Srpska (RS) și districtul Brčko (BD)

În conformitate cu prevederile Acordului de pace de la Dayton, Bosnia și Herțegovina este divizată în două entități teritoriale: Federația Bosnia și Herțegovina reprezentând 51% din teritoriul statului și Republica Srpska, reprezentând 49% din teritoriu.
Federația Bosnia și Herțegovina este la rândul său divizată în zece cantoane. Există de asemenea, orașe cu statut administrativ propriu: Sarajevo, Mostar, Tuzla și Banja Luka.
Districtul federal Brčko a fost creat printr-o decizie arbitrală și reprezintă un teritoriu aflat sub autoritatea guvernului central.

## Geografie

Harta fizică a Bosniei și Herțegovinei

Bosnia este situată în Balcanii de Vest, și se învecinează cu Croația (pe 932 km) la nord și sud-vest, cu Serbia (pe 302 km) către est, și cu Muntenegru (pe 225 km) către sud-est. Se încadrează între paralelele de 42° și 46° latitudine nordică, și între meridianele de 15° și 20° longitudine estică.
Numele țării provine de la cele două regiuni istorice, Bosnia și Herțegovina, limita dintre ele de-a lungul timpului fiind foarte vag definită. Bosnia ocupă zonele nordice, circa patru cincimi din suprafața țării, în vreme ce Herțegovina ocupă colțul sudic.
Țara este predominant muntoasă, cuprinzând zona centrală a Alpilor Dinarici. Părțile nord-estice ajung în Câmpia Panonică, în vreme ce la sud are o mică ieșire la Marea Adriatică. Alpii Dinarici sunt dispuși în general pe direcția est-vest, și sunt mai înalți spre sud. Cel mai înalt vârf din țară este Maglić, cu o altitudine de 2.386 m, aflat pe frontiera cu Muntenegru. Printre alte culmi muntoase înalte se numără Kozara, Grmeč, Vlašić, Čvrsnica, Prenj, Romanija, Jahorina, Bjelašnica și Treskavica.
În ansamblu, circa 50% din teritoriul Bosniei și Herțegovinei este împădurit. Majoritatea pădurilor se află în centru, est și vest. Herțegovina are o climă mediteraneană mai uscată, cu un relief predominant carstic. Nordul Bosniei (Posavina) conține terenuri agricole fertile de-a lungul râului Sava, în zonă practicându-se intensiv agricultura. Aceste zone fac parte din Câmpia Parapanoncă ce se întinde în Croația și Serbia vecine. Țara are doar 20 kilometri de ieșire la mare, în jurul orașului Neum din cantonul Herțegovina-Neretva. Deși orașul este înconjurat de peninsule croate, conform legislației internaționale, Bosnia are prin el drept de acces la mare.
Cele mai mare orașe sunt capitala Sarajevo și Banja Luka din regiunea nord-vestică denumită Bosanska Krajina; alte orașe mai sunt și Bijeljina și Tuzla în nord-est, Zenica și Doboj în centrul Bosniei și Mostar, capitala Herțegovinei.
Prin Bosnia și Herțegovina curg șapte râuri principale
- Sava este cel mai mare curs de apă al țării, formând frontiera naturală nordică cu Croația. Sava drenează 76%[15] din teritoriul țării către Dunăre și Marea Neagră. Bosnia și Herțegovina este, din această cauză, membră a Comisiei Internaționale pentru Protecția Dunării (ICPDR).
- Una, Sana și Vrbas sunt afluenți pe dreapta ai Savei. Ei se află în regiunea istorică nord-vestică Bosanska Krajina.
- Bosna, de la care provine numele țării, este cel mai lung râu ce curge în întregime în interiorul țării. El curge prin Bosnia centrală, de la izvoarele sale de lângă Sarajevo către Sava în nord.
- Drina curge prin estul Bosniei și formează mare parte a frontierei naturale cu Serbia.
- Neretva este principalul râu al Herțegovinei și singurul care curge spre sud, către Marea Adriatică.

Fitogeografic, Bosnia și Herțegovina aparține regatului Boreal, fiind împărțit între provincia iliră a regiunii circumboreale și provincia adriatică a regiunii Mediteraneene. Conform WWF, teritoriul Bosniei și Herțegovinei poate fi împărțit în trei ecoregiuni: pădurile de amestec panonice, pădurile de amestec din Munții Dinarici și pădurile de foioase ilire.

## Demografie
| Religia în Bosnia și Herțegovina | Religia în Bosnia și Herțegovina | Religia în Bosnia și Herțegovina | Religia în Bosnia și Herțegovina | Religia în Bosnia și Herțegovina |
| -------------------------------- | -------------------------------- | -------------------------------- | -------------------------------- | -------------------------------- |
| religie                          |                                  |                                  | procent                          |                                  |
| Musulmani                        | Musulmani                        |                                  | 45%                              | 45%                              |
| Ortodocși sârbi                  | Ortodocși sârbi                  |                                  | 36%                              | 36%                              |
| Catolici                         | Catolici                         |                                  | 15%                              | 15%                              |
| Protestanți                      | Protestanți                      |                                  | 1%                               | 1%                               |
| Alții                            | Alții                            |                                  | 3%                               | 3%                               |

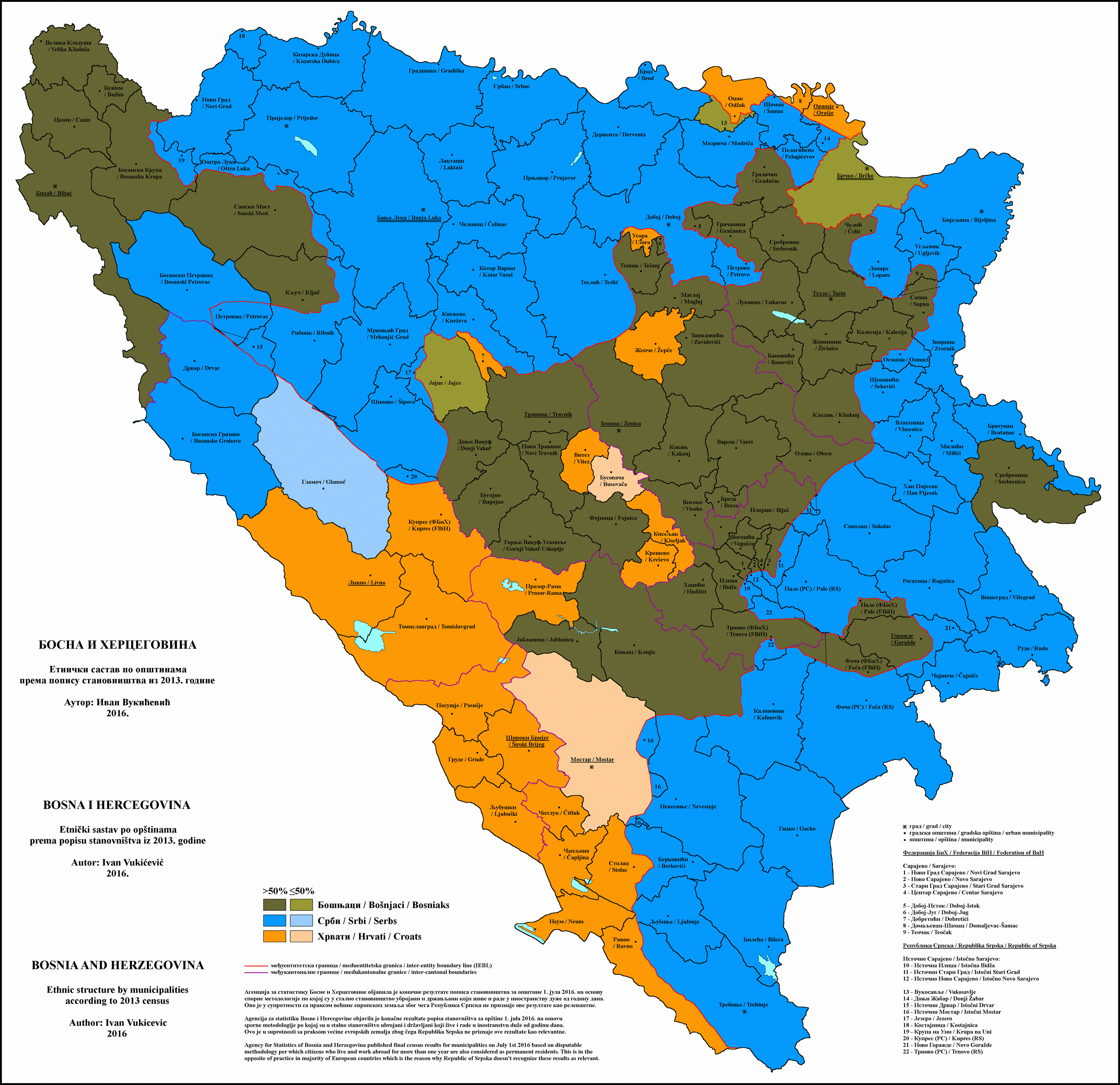
Cele trei popoare constituente ale statului Bosnia și Herțegovina în 2013: în violet Sârbii, în verde Bosniacii, în portocaliu Croații

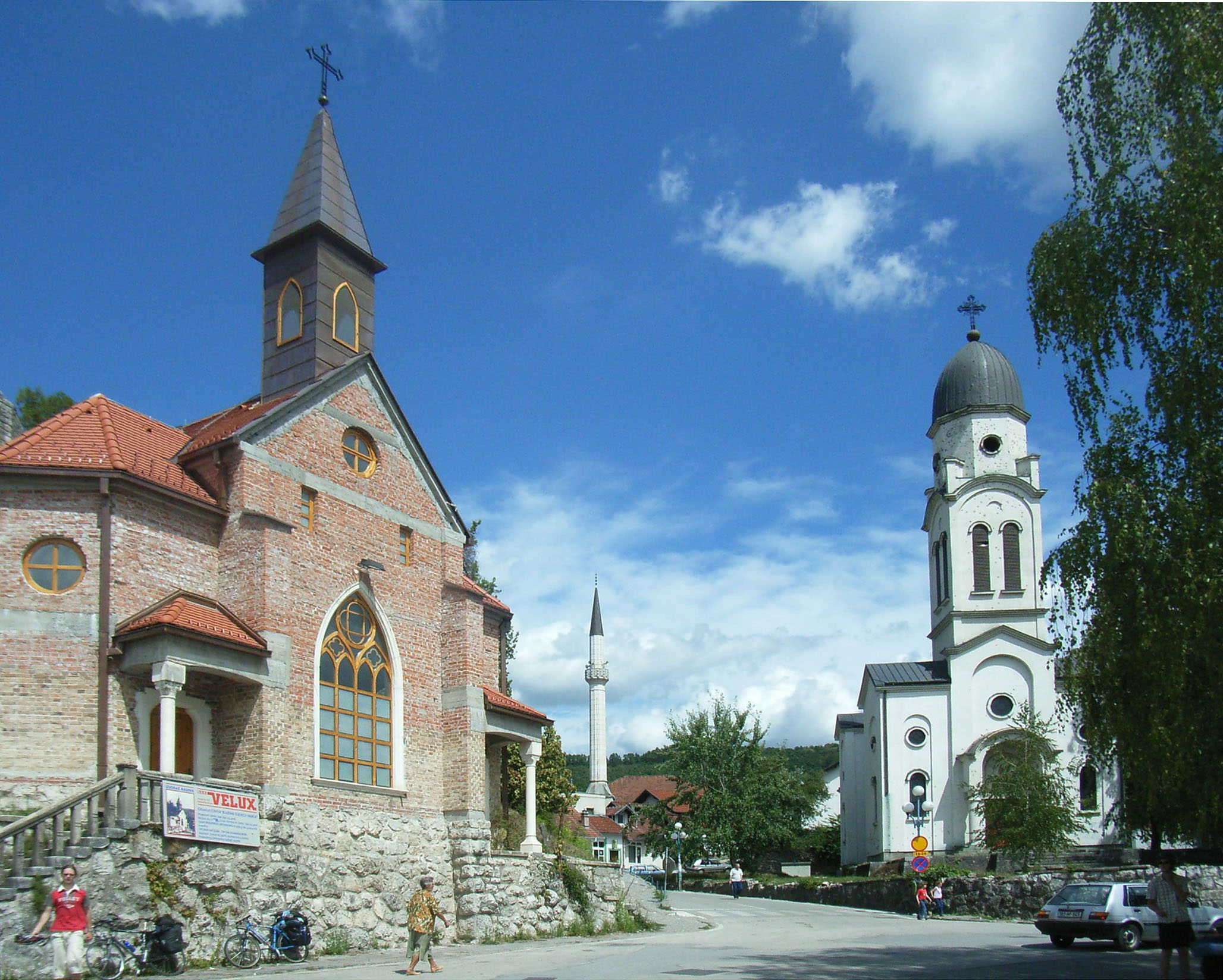
O moschee, o biserică ortodoxă și una romano-catolică în Bosanska Krupa

Bosnia și Herțegovina este locuită de trei popoare constituente: bosniaci, sârbi și croați. Tensiunile dintre aceste popoare rămân ridicate și adesea provoacă controverse politice. În Herțegovina, trăia în Evul mediu o mare comunitate de vlahi care erau descendenții cetățenilor romani din Imperiul Roman. Ei vorbeau o limbă asemănătoare cu limba română dar urmașii lor vorbesc o limbă slavă. După unii autori, majoritatea sârbilor din Republica Srpska din actuala Bosnie sunt de origine vlahă, la fel ca majoritatea populației din Bosnia și Herțegovina (dar care au fost islamizați și slavizați). O parte a vlahilor au trecut la religia bogomilă/patarenă, iar în timpul ocupației otomane au trecut la religia islamică. O altă parte a rămas la religia ortodoxă dar au fost și vlahi trecuți la religia catolică.
Conform recensământului din 1991, Bosnia și Herțegovina aveau o populație de 4.377.000 de locuitori. În timpul războaielor din Iugoslavia din anii 1990, au avut loc în toată țara migrații semnificative. Din 1991 nu s-a efectuat niciun recensământ, iar controversele politice au dus la imposibilitatea organizării unuia. Cu toate acestea, pentru 2012 existau intenții de organizare a unui recensământ. Acesta a fost amânat și în cele din urmă a avut loc în 2013⁠(en)[traduceți], populația totală raportată de acesta fiind de 3.791.622 de locuitori în 1,16 milioane de gospodării; adică cu 585.411 mai puține persoane decât la recensământul din 1991.
Din punct de vedere etnic, conform datelor din 2000 citate de CIA, bosniacii reprezintă 48% din populație, sârbi 37,1%, croații 14,3%, și alte grupuri 0,6%, inclusiv evrei, romi și albanezi. Cele trei limbi oficiale din Bosnia și Herțegovina (bosniaca, croata și sârba) sunt din punct de vedere lingvistic aceiași limbă: graiul Ștokavian (штокавски дијалекат sau štokavsko narječje) al limbii sârbo-croate. Diferențierea între cele trei etnii conlocuitoare din Bosnia și Herțegovina se face pe bază istorică și religioasă, Bosniacii fiind musulmani, Croații catolici (alfabetul lor istoric fiind cel romanic) iar Sârbii ortodocși (alfabetul lor istoric fiind cel chirilic). Conform unor estimări neoficiale ale BHAS citate de Departamentul de Stat al SUA în 2008, 45% din populație se identifică din punct de vedere religios ca musulmani, 36% ca ortodocși sârbi, 15% ca romano-catolici, 1% ca protestanți, și 3% ca aparținând altor culte sau ca atei. Bosniaca, croata și sârba sunt limbi oficiale, dar toate trei sunt standarde reciproc inteligibile ale sârbo-croatei.

## Economie

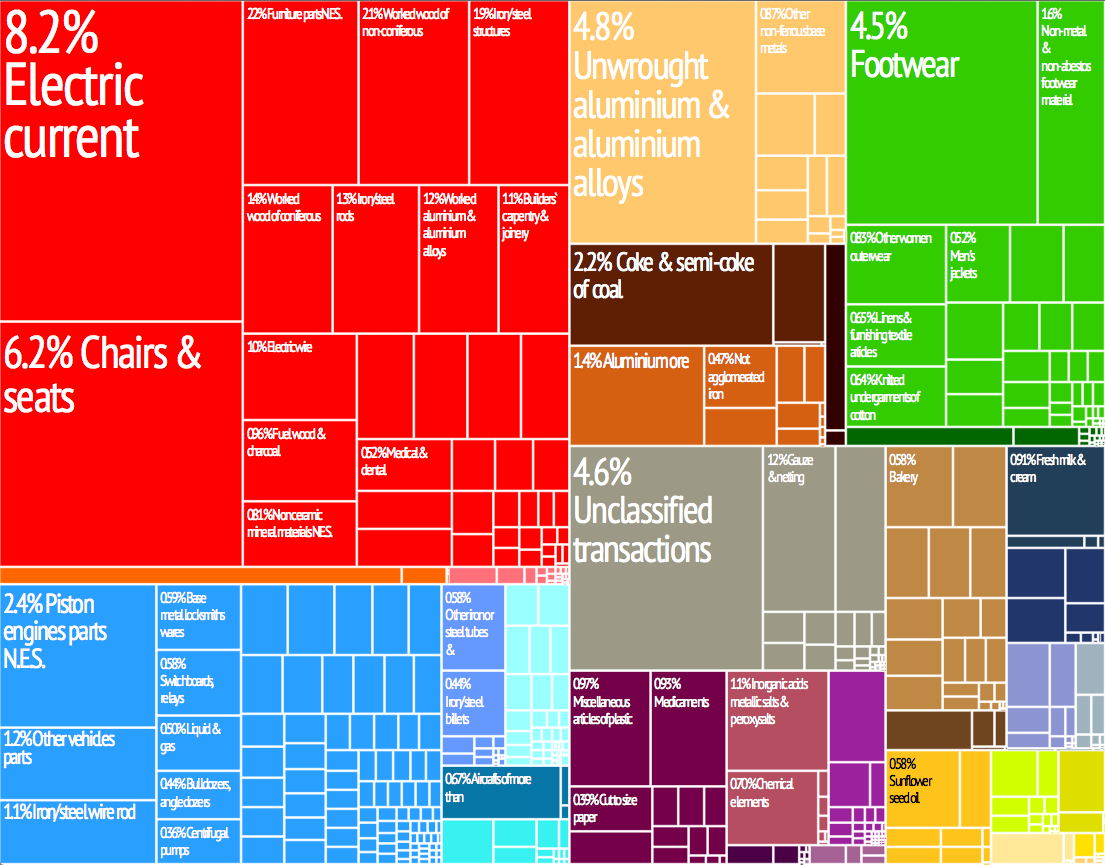
Prezentare grafică a exporturilor Bosniei și Herțegovinei în 28 de categorii.

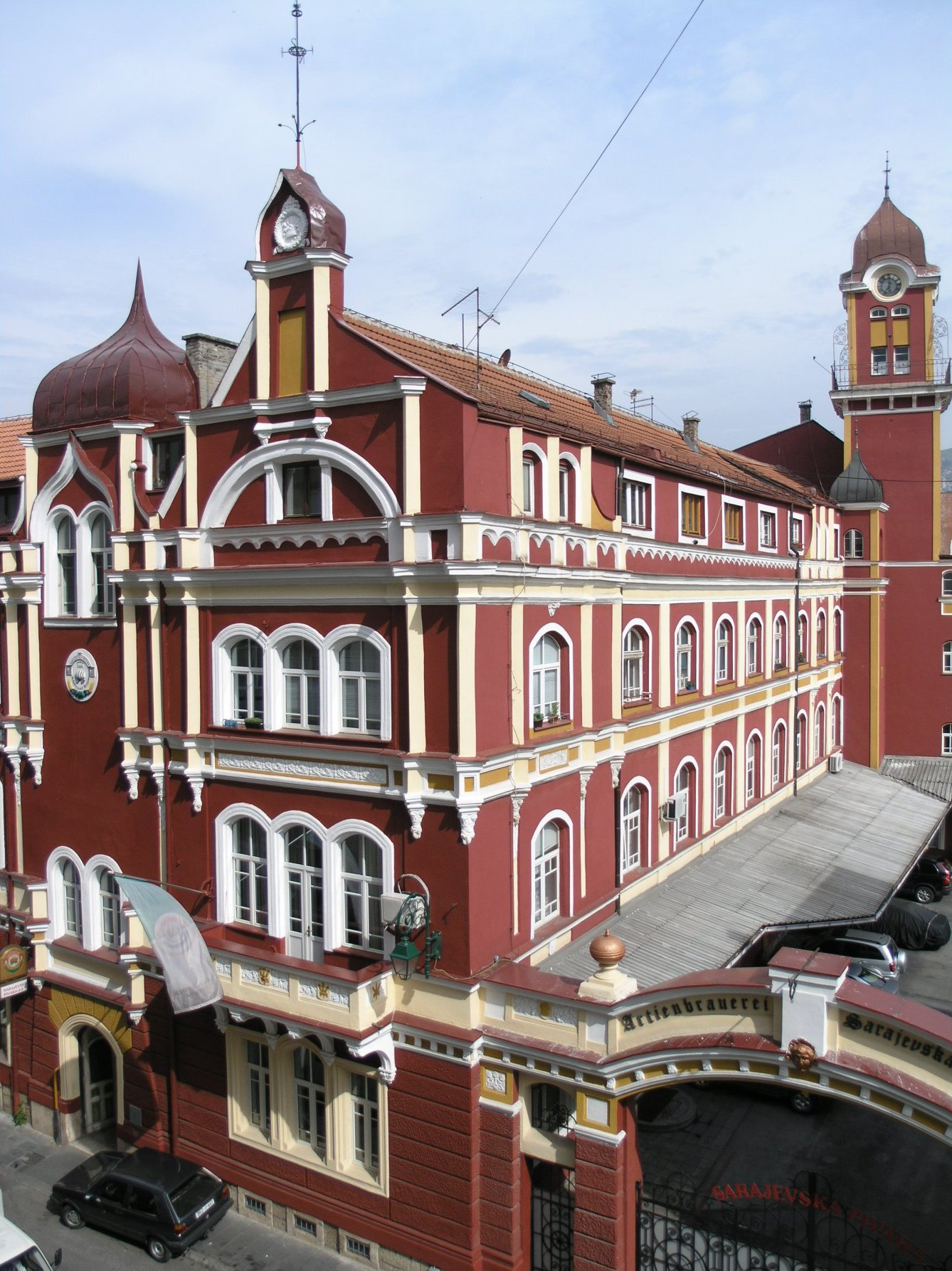
Sarajevska Pivara, fabrică istorică de bere din Sarajevo

Bosnia se confruntă cu o dublă problemă: reconstruirea unei țări devastate de război și introducerea economiei de piață în locul celei centralizate comuniste. Una din grelele moșteniri ale regimului comunist o constituie industria militară în care lucrează un număr de oameni mai mare decât este necesar; în timpul lui Josip Broz Tito, industria militară a fost promovată la nivelul republicii, ceea ce a dus la dezvoltarea aici unei mari părți din industria de apărare a Iugoslaviei, dar cu mult mai puține organizații viabile pe o piață liberă.
Mare parte din istoria Bosniei, agricultura s-a bazat pe ferme private mici și ineficiente; alimentele au fost prin tradiție în principal marfă de import.
Războiul din anii 1990 a produs o schimbare dramatică a economiei bosniace. PIB-ul a scăzut cu 75% decât PIB-ul avut pe timpul Iugoslaviei și distrugerea infrastructurii fizice a dus la devastarea economiei. Deși mare parte din capacitatea de producție a fost recuperată, economia bosniacă se confruntă încă cu dificulăți considerabile. Cifrele arată că PIB și venitul pe cap de locuitor au crescut cu 10% din 2003 în 2004; împreună cu datoria publică în scădere erau la acea vreme semne bune, deși șomajul ridicat și deficitul comercial rămâneau problematice.
Moneda națională este marca convertibilă (konvertibla mark KM), ținuta în curs fix față de euro și controlată de comisia monetară. Inflația anuală era în 2004 cea mai mică în raport cu alte țări din zonă, 1,9% în 2004. Datoria externă era de 3,1 miliarde de dolari (în 2005) – cea mai mică din toate fostele republici iugoslave. PIB-ul real a crescut în 2004 cu 5% conform Băncii Centrale a Bosniei și Herțegovinei și Biroului Statistic.
Bosnia și Herțegovina se clasează pe un loc de frunte la capitolul egalității veniturilor, fiind a opta din 193 de țări în 2006.
Conform datelor Eurostat, PIB-ul în termenii parității puterii de cumărare din Bosnia și Herțegovina se afla la 31% din media UE în 2010.

### Comunicații și media
Piața de telecomunicații din Bosnia a fost complet liberalizată în ianuarie 2006. Există trei furnizori de telefonie fixă. Sunt disponibile și servicii mobile de date, inclusiv EDGE și 3G.
Oslobođenje („Eliberarea”), fondat în 1943, este unul dintre cele mai vechi ziare cu circulație continuă. Există multe publicații naționale, dintre care câteva sunt Dnevni Avaz („Vocea Zilnică”), fondat în 1995, și Jutarnje Novine („Știrile Dimineții”) care circulă la Sarajevo. Alte periodice locale sunt ziarul croat Hrvatska riječ și revista bosniacă Start, și săptămânalele Slobodna Bosna (Bosnia Liberă) și BH Dani (Zilele BH). Postul internațional Al Jazeera întreține un canal de televiziune subsidiar pentru regiunea Balcanilor, Al Jazeera Balkans, cu sediul la Sarajevo.
În termenii libertății presei, țara este cea mai liberă din regiune, clasându-se pe locul 43 în lume la indicele libertății presei, conform organizației Reporteri Fără Frontiere.

### Turism
Conform unei estimări a Organizației Mondiale a Turismului, Bosnia și Herțegovina vor avea a treia creștere ca mărime a turismului din lume între 1995 și 2020.
Lonely Planet, care a alcătuit clasamentul celor mai bune orașe din lume, a clasat Sarajevo, capitala și gazda Jocurilor Olimpice de Iarnă din 1984, pe locul 43, înaintea Dubrovnikului (locul 59), Ljubljanei (locul 84), Bledului (locul 90), Belgradului (locul 113), și Zagrebului (locul 135). Turismul în Sarajevo se centrează mai ales pe aspecte istorice, religioase și culturale. Bosnia a devenit și o destinație din ce în ce mai populară pentru schi și ecoturism. 
Mai recent, Sarajevo a fost nominalizat în 2010 drept unul dintre cele mai bune 10 orașe din lume de vizitat. În martie 2012, Sarajevo a câștigat competiția blogului de călătorii Foxnomad pentru cel mai bun oraș de vizitat, depășind peste o sută de orașe din întreaga lume.
Bosnia și Herțegovina rămâne una dintre ultimele regiuni naturale nedescoperite din Alpii Dinarici, cu zone sălbatice vaste. Se presupune că ultima pădure virgină din Europa se află în Bosnia. Revista National Geographic a denumit Bosnia și Herțegovina „cea mai bună destinație pentru aventuri și mountain biking în 2012”. Alpii Dinarici bosniaci sunt căutați și pentru drumeție și alpinism, având atât climat mediteranean, cât și alpin. Raftingul este un sport foarte popular, fiind practicat pe trei râuri, inclusiv pe cele mai adânci chei din Europa, cheile râului Tara.

## Cultura

### Literatura
Între scriitorii originari din Bosnia și Herțegovina se numără un laureat al Premiului Nobel, Ivo Andrić, precum și poeți ca Antun Branko Šimić, Aleksa Šantić, Jovan Dučić și Mak Dizdar, autori ca Meša Selimović, Semezdin Mehmedinović, Miljenko Jergović, Isak Samokovlija, Safvet beg Bašagić, Abdulah Sidran, Petar Kočić, Aleksandar Hemon și Nedžad Ibrišimović. Teatrul Național a fost înființat în 1919 la Sarajevo și primul său director a fost celebrul dramaturg Branislav Nušić.
Reviste cum ar fi Novi Plamen, Most și Sarajevske biljeznice sunt printre cele mai importante publicații ce tratează teme culturale și literare.

### Arta
Arta Bosniei și Herțegovinei a evoluat de la pietrele funerare medievale denumite Stećci la picturile din curtea Kotromanić. Doar odată cu ocupația austro-ungară a înflorit cu adevărat pictura bosniacă. Primii artiști educați în academiile europene de artă au apărut la începutul secolului al XX-lea. Câteva exemple sunt: Gabrijel Jurkić, Petar Tiješić, Karlo Mijić, Špiro Bocarić, Petar Šain, Đoko Mazalić, Roman Petrović și Lazar Drljača. După al Doilea Război Mondial, s-au remarcat artiști ca Virgilije Nevjestić, Bekir Misirlić, Ljubo Lah, Meho Sefić, Franjo Likar, Mersad Berber, Ibrahim Ljubović, Dževad Hozo, Afan Ramić, Safet Zec, Ismar Mujezinović și Mehmed Zaimović. În 2007, s-a inaugurat la Sarajevo Ars Aevi, un muzeu de artă contemporană cu lucrări ale artiștilor renumiți din toată lumea.

### Muzica

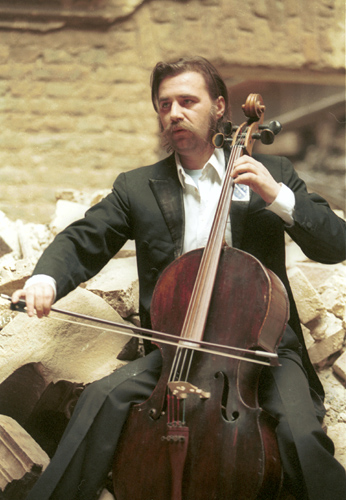
Vedran Smailović, violoncelist din Sarajevo.

Cântece populare tradiționale din Bosnia și Herțegovina sunt ganga, rera, și muzica tradițională slavă pentru dansurile populare cum ar fi kolo și sevdalinka, datând din epoca otomană. Muzica pop și rock are și ea tradiție aici, cei mai celebri muzicieni provenind de aici fiind Dino Zonić, Goran Bregović, Davorin Popović, Kemal Monteno, Zdravko Čolić, Edo Maajka și Dino Merlin.

### Cinematografie
De pe vremea regatului Iugoslaviei, Bosnia a căpătat o tradiție cinematografică solidă; numeroși cineaști bosniaci au devenit celebri pe plan internațional și au fost laureați ai mai multor distincții, de la Premiul Academiei Americane până la Palme d'Or și Ursul de Aur. Printre regizorii și scenariștii bosniaci se numără Danis Tanović (cunoscut pentru filmul No Man's Land, câștigător al Premiului Academiei Americane și al Ursului de Aur în 2001), Jasmila Žbanić, Hajrudin Krvavac-Šiba, Mirza Idrizović, Aleksandar Jevđević, Ivica Matić, Ademir Kenović, Benjamin Filipović, Jasmin Dizdar, Pjer Žalica, Dino Mustafić, Srđan Vuletić, Aida Begić, printre mulți alții.

### Sport
Bosnia și Herțegovina a dat lumii numeroși sportivi. Mulți dintre ei au devenit cunoscuți înainte de independența țării, reprezentând Iugoslavia.
Cel mai important eveniment sportiv găzduit pe teritoriul actual al țării a fost Olimpiada de Iarnă din 1984, de la Sarajevo, desfășurată între 7 și 19 februarie.
Printre sportivii olimpici autohtoni se numără:
- Roma, 1960: Tomislav Knez și Velimir Sombolac (fotbal),
- Tokio, 1964: Mirsad Fazlagić (fotbal),
- Munchen, 1972: Abaz Arslanagić, Milorad Karalić, Nebojša Popović, Đorđe Lavrinić, Dobrivoje Seleć (handbal)
- Moscova, 1980: Mirza Delibašić și Ratko Radovanović (baschet)
- Los Angeles, 1984: Zdravko Rađenović, Zlatan Arnautović (handbal) și Anton Josipović (box).

Clubul de handbal Borac a câștigat patru titluri naționale în Iugoslavia, precum și Cupa Campionilor Europeni în 1976 și Cupa Federației Internaționale de Handbal în 1991.
Clubul de baschet Bosna din Sarajevo a fost campion european în 1979. Echipa națională de baschet a Iugoslaviei, care a câștigat medalii la toate campionatele mondiale din 1963 până în 1990, a inclus în rândurile sale jucători bosniaci, ca Dražen Dalipagić și Mirza Delibašić. Bosnia și Herțegovina se califică în mod constant la campionatele europene de baschet. Clubul feminin Jedinstvo Aida, din Tuzla, a câștigat Campionatele Europene din 1989 de la Florența.
Clubul de karate Tuzla-Sinalco a câștigat cele mai multe titluri iugoslave, precum și patru campionate europene și unul mondial.
Boxerul de categorie mijlocie Marijan Beneš a câștigat mai multe campionate ale Bosniei și Herțegovinei, campionate iugoslave și Campionatul European. În 1978 a câștigat titlul mondial contra lui Elisha Obed din Bahamas. Un alt boxer de categorie mijlocie, Anton Josipović a câștigat aurul în Los Angeles, 1984. A câștigat și titlul Iugoslaviei în 1982, Campionatul Balcanic în 1983, și Trofeul Belgrad în 1985.
Fotbalul este cel mai popular sport în Bosnia și Herțegovina. El se practică aici din 1903, dar popularitatea sa a crescut semnificativ după Primul Război Mondial. La nivel local, FK Sarajevo (1967 și 1984), Željezničar (1972) au câștigat campionatul iugoslav. În fosta echipă națională a Iugoslaviei au jucat și fotbaliști bosniaci, între care se numără Josip Katalinski, Dušan Bajević, Miroslav Blažević, Ivica Osim, Safet Sušić, Idriz Hošić și Mirsad Fazlagić.
Astăzi naționala Bosniei și Herțegovinei are jucători actuali, ca Edin Džeko, Zvjezdan Misimović, Vedad Ibišević, Emir Spahić, Asmir Begović, Miralem Pjanić, Sejad Salihović și alții. Echipa națională de fotbal a Bosniei și Herțegovinei nu s-a calificat la niciun campionat mondial sau european, dar a jucat de două ori baraj de calificare.
Echipele naționale bosniace la sporturi de echipă au avut mari dificultăți în a selecționa cei mai buni jucători. Deși originari din Bosnia și Herțegovina, mulți sportivi au ales să joace pentru alte țări din cauza identificării etnice sau datorită salariilor mai mari oferite. De exemplu, Mario Stanić și Mile Mitić joacă pentru Croația și respectiv Serbia. Alți jucători celebri din Bosnia și Herțegovina, care au făcut alegeri similare sunt: Darijo Srna, Mladen Petrić, Neven Subotić, Vedran Ćorluka, Marko Marin, Zoran Savić, Vladimir Radmanović, Zlatko Junuzović, Aleksandar Nikolić, Savo Milošević și Zdravko Kuzmanović.
Bosnia și Herțegovina a fost campioană mondială la volei la Jocurile Paralimpice din 2004. Mulți dintre sportivii participanți își pierduseră picioarele în timpul războiului.

### Bucătăria

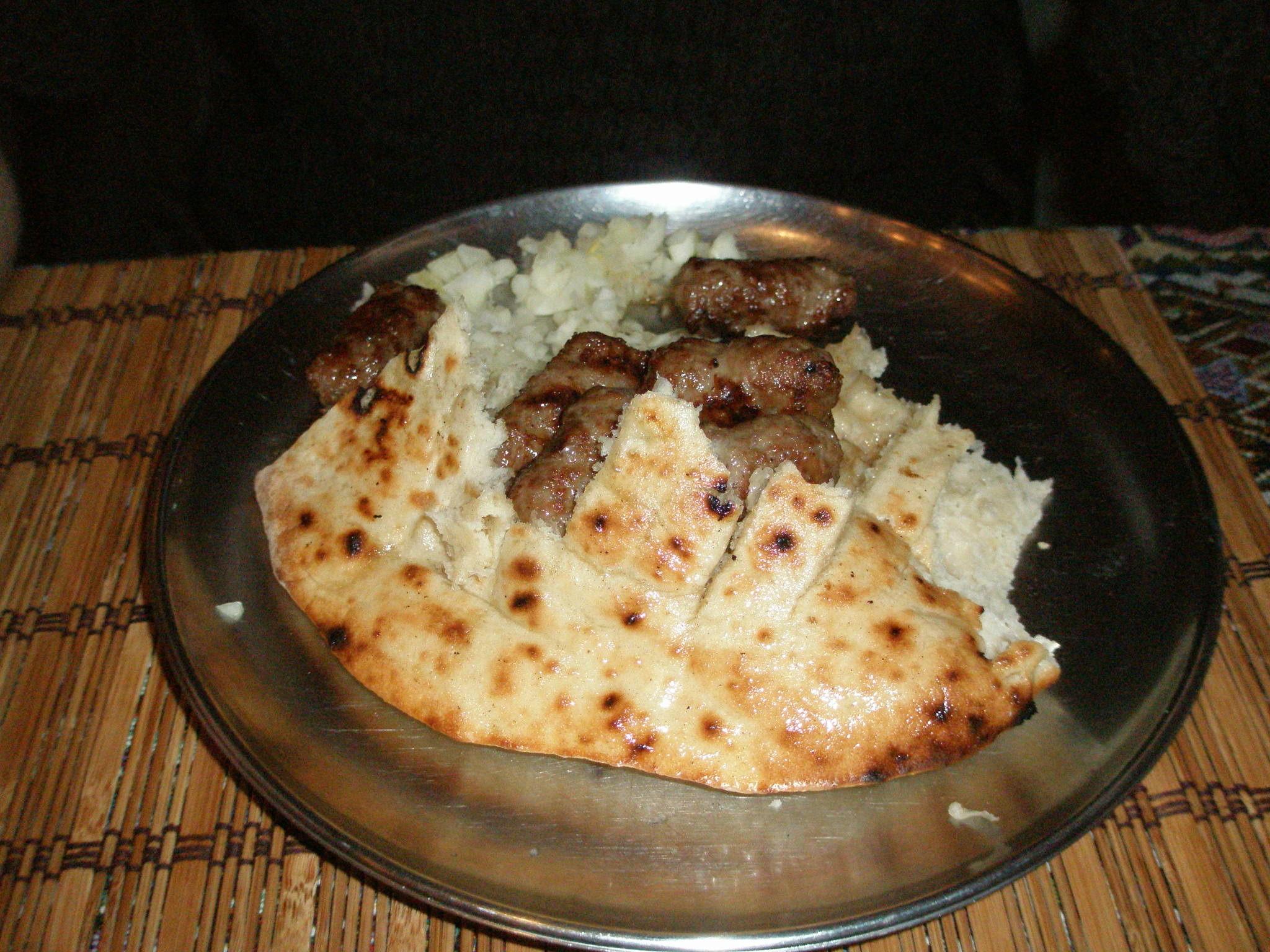
Ćevapčići în somun.

Bucătăria bosniacă utilizează multiple condimente, în cantități moderate. Majoritatea felurilor de mâncare sunt ușoare, gătite în multă apă; sosurile constau în principal din sucurile naturale ale legumelor. Ingredientele tipice sunt tomatele, cartofii, ceapa, usturoiul, ardeii grași, castraveții, morcovii, varza, ciupercile, spanacul, dovleceii, fasolea uscată sau proaspătă, prunele, laptele, ardeiul iute și smântâna. Bucătăria bosniacă este influențată atât de cea occidentală cât și de cea orientală. Ca urmare a dominației turcești de aproape 500 de ani, mâncarea bosniacă este strâns apropiată de cea turcească, grecească și a altor culturi culinare otomane și mediteraneene. Datorită anilor de dominație austriacă, au apărut și câteva influențe central-europene.
Câteva specialități locale sunt ćevapi, burek, dolma, sarmalele, pilaful, gulașul, ajvar și diferite dulciuri orientale. Vinurile locale provin din Herțegovina, unde clima este potrivită viticulturii. Loza herțegovineană (similară cu Grappa din Italia, dar mai puțin dulce) este foarte populară. Rachiul de prune (rakija) sau de mere (jabukovača) se produc în nord. În sud, distileriile produceau mari cantități de coniac și erau furnizori pentru toate fabricile de alcool iugoslave.

### Petrecerea timpului liber
Cafenelele, unde se servește cafea turcească în ibric, cu rahat și cuburi de gheață, sunt numeroase în Sarajevo și în toate orașele din țară. Băutul cafelei este o activitate preferată a bosniacilor și face parte din cultura locală.

### Patrimoniu mondial
Pe lista patrimoniului mondial UNESCO sunt înscrise următoarele obiective din Bosnia și Herțegovina:
- stecci necropolele vlahilor medievali cu monumente funerare decorate artistic (Radimlja, Boljuni, Blidinje,etc)
- Podul și centrul istoric din Mostar (2005)
- Podul „Mehmed Paša Sokolović” din Višegrad (2007)

Patrimoniul mondial intangibil cuprinde broderiile de Zmijanje.